# Raven Grimassi
Raven Grimassi (Pittsburgh, 12 de abril de 1951 - 10 de março de 2019) foi um autor norte-americano de mais de 20 livros, incluindo tópicos sobre Wicca, Stregheria, bruxaria e neopaganismo.

## Carreira
Ele popularizou Stregheria, a prática religiosa de bruxaria com raízes na Itália. Grimassi apresentou esse material na forma de neopaganismo por meio de seus livros. Ele era praticante de feitiçaria há mais de 45 anos. Ele morreu de câncer pancreático em 10 de março de 2019.